# オーパーツ♥ラブ
『オーパーツ♥ラブ』は、ゆうきりん作の小説、ライトノベル。2001年第1巻発行（集英社スーパーダッシュ文庫）。全24巻。
ジャンルはいわゆるラブコメだが、あおり文などでは「萌えろちっく♥ラブコメディ」となっている。
タレントの小倉優子が実名で登場したことでも知られる。

## シリーズタイトル
小説（著者：ゆうきりん、イラスト：酒井ヒロヤス）
スーパーダッシュ文庫（集英社）
- オーパーツ♥ラブ　～いけません！ファラオさま～　ISBN 4086300443
- オーパーツ♥ラブ　～おいでやす！ファラオさま～　ISBN 4086300613
- オーパーツ♥ラブ　～さようなら！？ファラオさま～　ISBN 4086300753
- オーパーツ♥ラブSP（すぺしゃる）～あ・ら・か・る・と～　ISBN 4086300885
- オーパーツ♥ラブ2nd　～ちぃちゃな胸は、だめデースカ？～　ISBN 4086300931
- オーパーツ♥ラブ2nd　～かわいい尾ひれが、濡れちゃうっス～　ISBN 4086301083
- オーパーツ♥ラブ2nd　～姫の目覚めは、ちゅーなのじゃ！～　ISBN 4086301261
- オーパーツ♥ラブSP（すぺしゃる）～あ・ら・か・る・と　2～　ISBN 4086301377
- オーパーツ♥ラブ3rd　～ファラオさまとマヤの眼鏡～　ISBN 4086301407
- オーパーツ♥ラブ3rd　～ファラオさまのミス女王様を捜せ！～　ISBN 4086301644
- オーパーツ♥ラブ3rd　～ファラオさまとにえのハート～　ISBN 4086301792
- オーパーツ♥ラブSP（すぺしゃる）～あ・ら・か・る・と　3～　ISBN 4086301954
- オーパーツ♥ラブ4th　～お母さまは魔女！？～　ISBN 4086302020
- オーパーツ♥ラブ4th　～いんプリンてぃんぐな彼女～　ISBN 4086302160
- オーパーツ♥ラブ4th　～アヌビスも食べない～　ISBN 4086302535
- オーパーツ♥ラブSP（すぺしゃる）～あ・ら・か・る・と　4～　ISBN 408630256X
- オーパーツ♥ラブEX（エクストラ）！　～ちょこれーと・みらーじゅ～　ISBN 4086302624
- オーパーツ♥ラブ5th　～ファラオ様と海の白塔～　ISBN 4086302683
- オーパーツ♥ラブ5th　～消えたファラオと海の女帝～　ISBN 4086302748
- オーパーツ♥ラブ5th　～黒いファラオと眠れる神～　ISBN 4086302977
- オーパーツ♥ラブSP（すぺしゃる）～あ・ら・か・る・と　5～　ISBN 4086303086
- オーパーツ♥ラブ  ぶろうあっぷ　ISBN 4086303582
- オーパーツ♥ラブ  ぶろうあっぷ ～狐につままれちゃいますか？～　ISBN 4086303892
- オーパーツ♥ラブ  ぶろうあっぷ ～萌えろちっく・でぬまん!　ISBN 4086304279

## ストーリー
引きこもり生活を送る御堂獏のもとに父親から保管しておくようにと棺桶が送られてくる。興味半分で中身を見た獏はふとしたきっかけからその封印を解いてしまう。中から現れた少女は自らをファラオであると言い、獏をその場で第一奴隷にしたのだった。こうして現代によみがえったファラオさまとたくさんの人ならざる者による騒動の幕が上がる…

## 主な登場人物

### 1stシリーズ～
御堂 獏（みどう ばく）
この作品の主人公。のほほんとした性格。人の感情の念を強く感じてしまうため、あまり外に出られずに引きこもり生活を送っていた。しかしイプネフェルの封印を解いて以来、いい意味で外に出るようになり、明るくなった。女性の体には免疫がなく、すぐ頭に血を上らせてしまう。
2ndシリーズにおいてツタンカーメンの罠にかかり、冥界送りになったイプネフェルたちを迎えに行った際に「オシリスの脊柱」を手に入れ、立場的にはオシリスの加護を受けた神族オシリス・バクとなった。
イプネフェル
紀元前に生まれ、長らく封印されていたが、獏に封印を解かれ、現代によみがえったファラオ。ウラエウスという蛇神が受肉した存在であり、まぎれもない神である。肌が透けて見えるカラシリスと呼ばれる衣装を着けており、獏にとってはかなり刺激的。獏を奴隷としているが、実際の扱いは少し違う。Gカップはあろうかという巨大な胸の持ち主。
鷹村 亜弐（たかむら あに）
獏の向かいの家に住んでいた幼馴染の少女。獏とは違い、非常に活発でスポーティー。弓道部に所属している。150cmしかない身長や、Bにわずかに届かないAカップの胸をコンプレックスとしている。両親の離婚により獏の家で同居するようになる。
みーこ
獏の家で飼われている猫。しかしその正体は猫又と少女の半妖で、代々の御堂家を守り続けている。最初のころは猫の姿でいることがほとんどだったが、イプネフェルが来てからは、巫女の格好で猫耳としっぽを出した「半化け」の状態でいるようになった。代々の当主に惚れる性質があり、そのせいで当主の嫁とは常に険悪な関係だった。歴代の当主を看取っており、現在の御堂家の中でも最も精神的に大人であると思われるが、パッティが来てからは見た目相応の子供のようにふるまっている。
アヌビス
もともとはイプネフェルの飼い犬だったが、イプネフェルと一緒に生き埋めにされたことを不憫に思ったアヌビス神が自らの姿を貸してくれた。イプネフェルが封印された棺が盗掘に遭い離れ離れになり、それからは長い間探し続けて放浪していた。その間にイギリスに在住した期間が長かったらしく紳士としてのたしなみを身に付けている。犬頭人身の姿は少し異様だが、ご近所には「エジプトから来た覆面レスラー」で通っている。獏の同居人の中では最も常識的で真摯だが、最終的にはイプネフェルに従う。清美とは周囲公認の仲。
天御門 玖美（あまみかど くみ）
獏の許婚である陰陽師の少女。実はその正体は金毛九尾の狐であり、その能力はイプネフェルといい勝負である。長く田舎暮らしをしていたせいか、おっちょこちょいな一面がある。ちなみに胸のサイズもイプネフェルといい勝負。
桝田 清美（ますだ きよみ）
亜弐の同級生であり親友。ルックスや性格、スタイルがよく、校内の男子からの人気が抜群。ただし本人はアヌビスに惚れているため、彼らの願いがかなうことはない。謎の味覚を持っており、時々周囲を恐怖に陥れる。料理人を目指している妹がいる。
御堂 晩三郎（みどう ばんさぶろう）
獏の父親。表向きは考古学者だが、実際はトレジャーハンター。本人は｢不当な手段で奪われた遺物を依頼に基づいて取り返しているだけ｣と言うが、そのついでにめぼしい物は全て奪い去っていき、彼が通ったあとには何も残らないため、世界中のコレクターや遺物を利用・管理しようとする組織からは「ローカスト（イナゴ）」とあだ名される。明確な返却先もなく、放置しておくには危険な遺物は全て自宅に送っており、それらの管理が獏の仕事となっている。
豪放磊落な性格で、よくトラブルを引き起こす。無類の女好きであり、トラブルのほとんどは女性がらみだが、妻である未森を一番に愛しており、彼女には頭が上がらない。
小泉 光太郎（こいずみ こうたろう）
長年晩三郎の助手を務めるツインテールの少女（？）。小柄な体に標準を遥かに越えるバストを持っている。水兵服がお気に入りで「まりーん（1号～）」と新調する度にナンバーを振っている。見た目を上回る大食い。
元は危険察知能力に長けているだけの三十路目前の太った大男だったが、晩三郎の盾にされてアステカの厄神「トラウィスカルパンテクートリ」の呪いにかかり現在の姿になる。その呪いを解くために、獏の童貞を狙っているため、御堂家の女性たちとは犬猿の仲。
呪われた代償に｢厄神」の力を行使可能となった。この際には瞳の色が金色に変わり、かなりの力持ちとなって脚も速い（荷車を引いて自動車に着いて行ける）、呪われた原因であるオーパーツ「トラウィスカルパンテクートリの槍（長ったらしいので「トラちゃんの槍」と呼んでいる）」を振るう。
ツタンカーメンの策謀で男性と女性に「分割」されたこともあったが、女性体のバストが減った以外に見た目は変わらなかった。

### 2ndシリーズ～
パッティ
もともとはキャティの牧場で飼われていた子牛だったが、交通事故に遭い、ゴーストとなり、カウベルに自縛した。ある事件をきっかけに御堂家に住むようになる。御堂家の女性の中で唯一獏にラブラブではない稀有な人物（ただし甘えるのは好きらしい）。彼女とキスすると「合体」し、例外なく巨乳になる（男性の場合は女性化）。言葉の一部を伸ばして発音する英語訛り（？）がある。
キャティ
もともとはアメリカの牧場の娘だったが、飼っていたパッティが車にはねられ、さらに運転手から馬鹿にされたことに腹を立て、牛を大切にしない人間に恨みを抱くようになった。そのことでミノタウロスに操られ、謎の牛姉妹としてパッティとともに破壊活動（テレビ局やパーティー会場を襲う、子どもを誘拐するなど）をすることに。もともとは貧乳だったが、呪われたことにより巨乳になり、呪いが解けても胸はそのままだった。現在は牛肉や牛乳を生産する会社の社長として活動している。なお、パッティが（ゴーストとして）生きていることは知らない。
セレン
落ちこぼれの人魚。だが、実は女王の素質があることがわかり、小さいながらも国を作っている。現在は晩三郎出資の水族館で働いている。獏の子供を1000人欲しいと公言してはばからない。なぜか口調が体育会系。
アンフィトリティア
伝説に言うアトランティスの女王。長らく眠りに着いていたが、晩三郎が見つけた「アトランティスの鍵」で封印を解かれて目覚める。眠りに着いていた間にすっかり減ってしまった市民（人魚）を増やす為に獏の子種を狙いイプネフェルとの大バトルに陥りそうになる。
結局、晩三郎が代理になる事で解決したが、結果として獏に「1000人の妹（SP4で更に加算された）」が出来た上、未森との喧嘩のタネにもなった。
アンケセナーメン
ツタンカーメンの妻であり、イプネフェルの異母兄弟。一度イプネフェルたちと接触したあとは弁当工場などで働きながらツタンカーメンと共に安アパートで暮らしていたが、とあるエジプト料理屋で働くようになる。仕事の合間にエジプト文化に関する講義を獏にしている。
ツタンカーメン
言わずと知れたエジプト一有名なファラオ。自身が企図した「多神教の復活」が神官たちによる自身の暗殺で終わった事で改名前の「トゥトアンクアテン（ツタンカーテン？）」と名乗る。アテン神復活のため、さまざまな策謀をめぐらせており、そのたびにイプネフェルと衝突している。
本人は大まじめに「アテン神信仰による新生エジプト王国の建国」を計画しているが、ファラオとしてのプライドゆえに働く事もできず、アンのヒモ状態。復活したアテン神を「娘」として溺愛している。

### 3rdシリーズ～
椰子久 九十九（やしく つくも）
眼鏡っ娘転校生。御堂家の蔵（現在はスフィンクス）に収蔵されていた遺物「マヤの水晶眼鏡」を手に入れて覚醒。マヤの女王ヤシュクックモの後継者を自称して、イプネフェルと激しい戦いを展開した。現在はホンジュラスでおとなしく生活している。SP5で、亜弐に妖しい好意を抱いていることが判明した。
ヤグ
呪いにより人間の姿になったジャガー。みーこのことが好き。そのことで猫又のコヅチと何度か争ったことがある。ただしみーこの笑顔が見られればそれでいいらしく、特に目立った行動は起こしていない。

### 4thシリーズ～
御堂 未森（みどう みもり）
獏の母親である魔女。獏が幼いころ家を飛び出したが、最近ふらりと戻ってきた。妖精界にいたため外見はローティーン（元々童顔で実年齢は20代）。晩三郎を殴り倒すことができる唯一の人間。晩三郎の母親に厳しく指導された経験もあって嫁姑という関係上、御堂家の女性たちとは仲が悪い。未森自身は「獏を守る力」を身に付けるために修行に出ていたが、実質的には10年近く息子を放置していたこともあって、当の獏にとっては「今更な感覚」が強かった。
なお、3rdでは「御堂　明日香」という名前になっていたが、4th以降はこの名前に統一されている。
御堂 雪（みどう ゆき）
もともとは未森が所有していた人造人間（ホムンクルス）だが、獏の精子を使って人間化したため、事実上獏の娘に当たる。外見年齢が近いみーこやパッティとよく遊んでいる。
登場当初は「獏の好み」を研究した未森によって〔パッケージ〕と呼ばれる外装で大人の姿にされていた。この技術は調整次第で他人にも使える為、雪の子守と引き換えに「みーこ用の外装」を研究中。